# Northwestern Wildcats

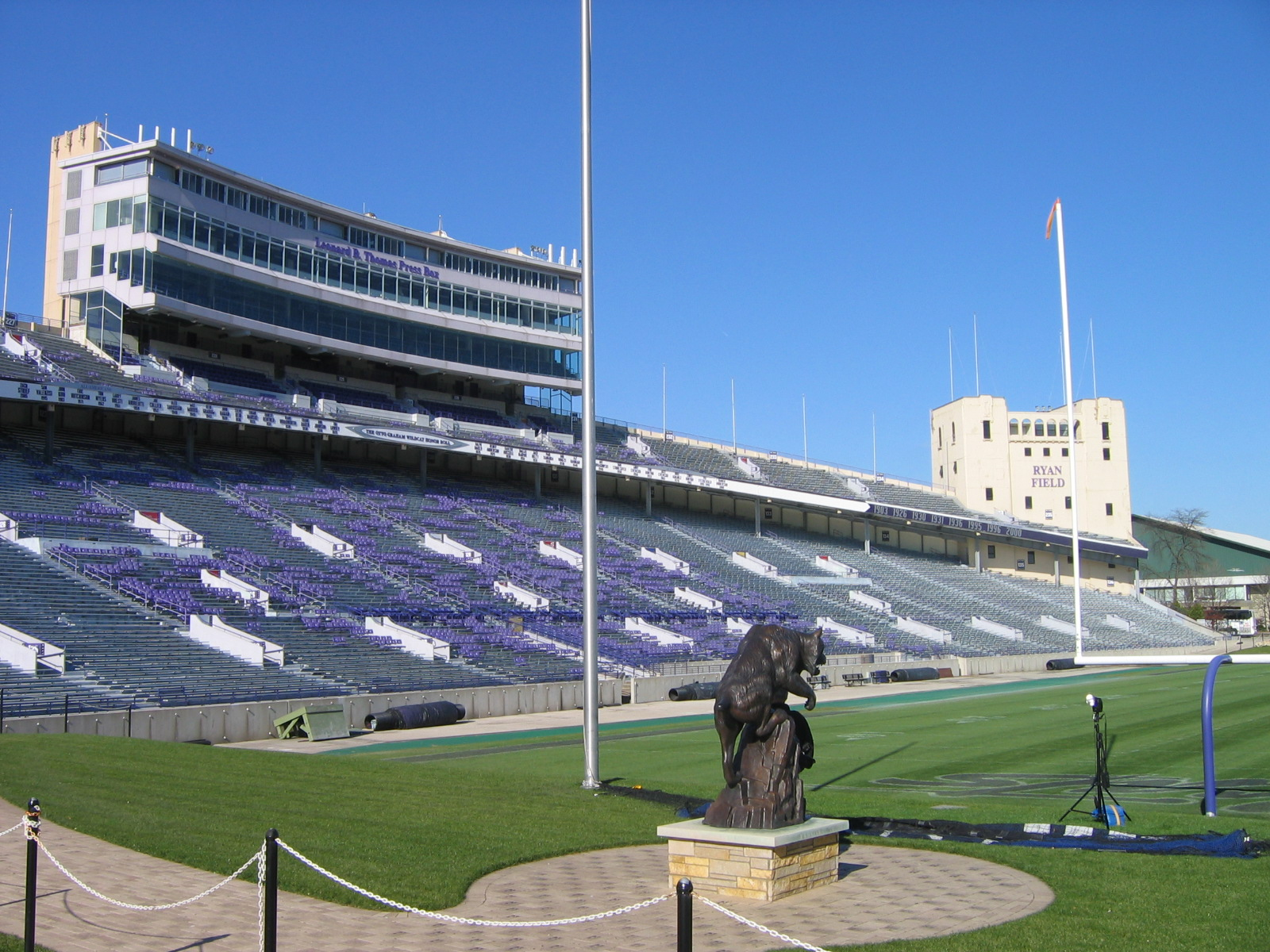
Ryan Field.

Northwestern Wildcats (español: Gatos Salvajes de la Universidad del Noroeste) es el nombre de los equipos deportivos de la Universidad Northwestern, universidad privada ubicada en el área de Chicago, Illinois. Los equipos de los Wildcats participan en las competiciones universitarias organizadas por la NCAA, y forma parte de la Big Ten Conference. 

## Deportes
Los equipos de Northwestern participan en ocho deportes masculinos y en once femeninos.

### Fútbol americano
Sus orígenes datan del año 1876. Sus mejores éxitos los consiguieron en 1936 y 1962, cuando alcanzaron el número 1 en el ranking de equipos de la NCAA. Solo ha ganado en una ocasión un bowl, el Rose Bowl de 1949. Ha sido campeón de la Big Ten Conference en 8 ocasiones, la última en el año 2000.

### Baloncesto
El equipo de baloncesto masculino nunca en toda su historia ha logrado clasificarse para la fase final del torneo de la NCAA, y su último campeonato de conferencia data de 1933. De sus filas han salido 14 jugadores que han llegado a jugar en la NBA.
Líderes
| Categoría   | Jugador         | Total | Periodo   |
| ----------- | --------------- | ----- | --------- |
| Puntos      | John Shurna     | 2.038 | 2008-2012 |
| Asistencias | Bryant McIntosh | 541   | 2014–2018 |
| Rebotes     | Evan Eschmeyer  | 995   | 1995–1999 |
| Robos       | Pat Baldwin     | 272   | 1990–1994 |
| Tapones     | Alexandru Olah  | 169   | 2013–2016 |

### Lacrosse
El equipo femenino de lacrosse en tan solo 5 años de existencia ya ha conseguido dos títulos nacionales, en 2005 y 2006, siendo los primeros títulos nacionales de la universidad en cualquier deporte de equipo desde 1941.